# 維利基茨基島
75°42′N 152°30′E / 75.700°N 152.500°E

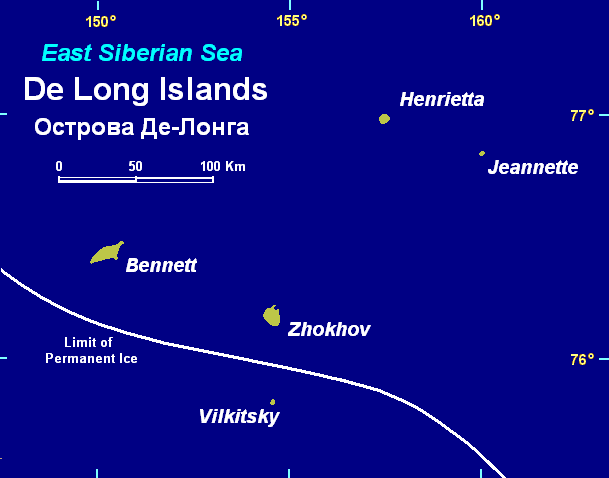

維利基茨基島是俄羅斯的島嶼，由薩哈共和國負責管轄，位於東西伯利亞海北部，屬於德朗群島的一部分，西南面40公里有若霍夫島，最高點海拔高度70米。